# Hectárea

Representación de una hectárea.

La hectárea o hectómetro cuadrado (del prefijo francés hecto-, y este de la alteración del griego ἑκατόν [hekatón], que significa ‘cien’) es una medida de superficie equivalente a 100 áreas o 10 000 m² (metros cuadrados). Es la superficie que ocupa un cuadrado de 100 metros de lado.
El símbolo de hectárea es ha, y el de hectómetro cuadrado es hm². Estos, al ser símbolos de unidades, nunca deben llevar punto (a menos que la puntuación corresponda al final de una frase). Al contrario de lo que pueda parecer por el número de veces que aparecen escritos con mayúscula inicial, estos símbolos tampoco deben escribirse de esta forma, tal y como sucede con la totalidad de los símbolos con el prefijo hecto-.

## Descripción

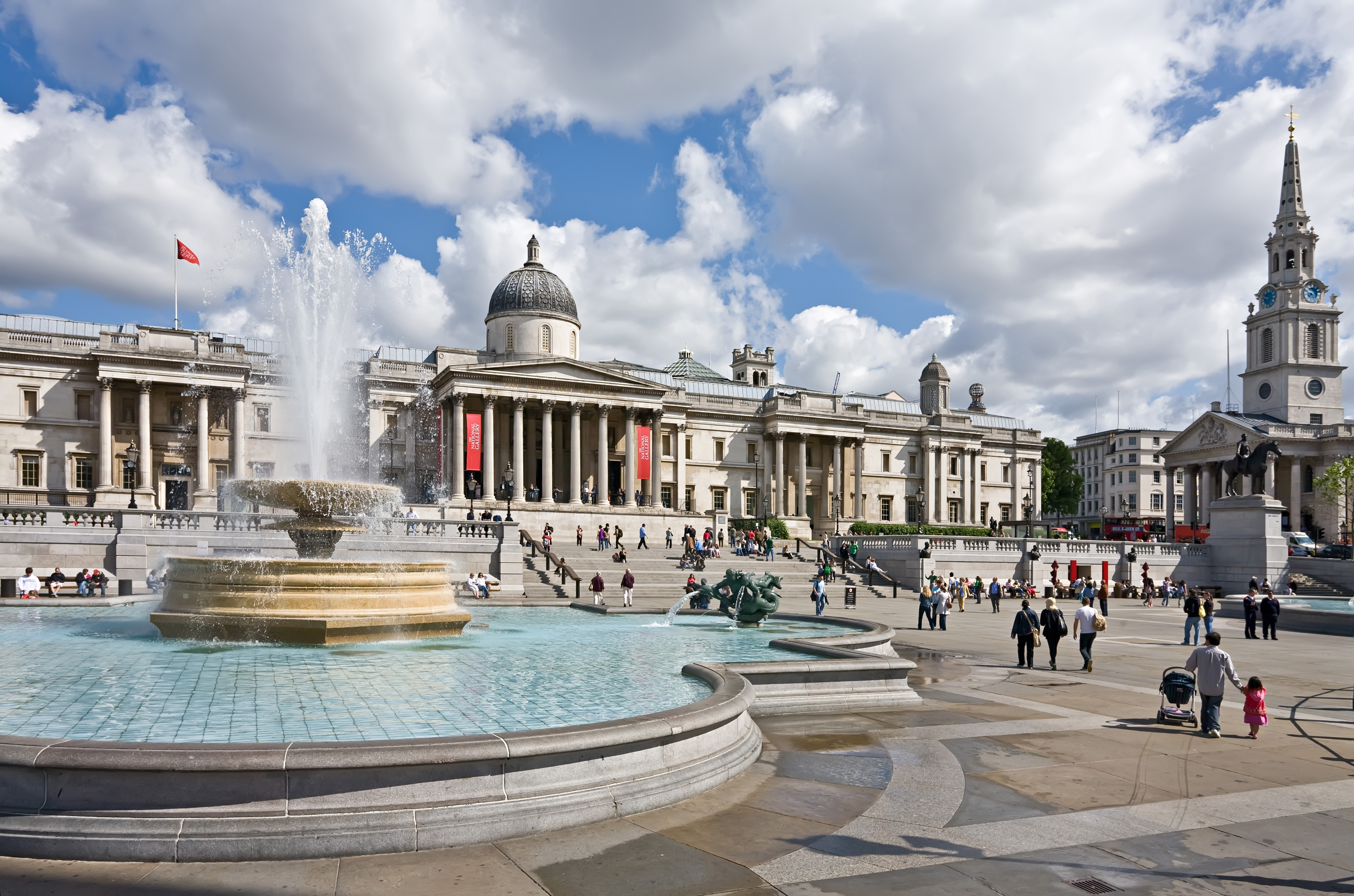
Trafalgar Square en Londres, tiene una superficie de aproximadamente una hectárea.

La hectárea, aunque no es una unidad del Sistema Internacional de Unidades, es la única unidad con nombre de área que está aceptada para su uso con unidades SI. El nombre fue acuñado en francés, del latín ārea. En la práctica, la hectárea se deriva completamente del SI, y que equivale a un hectómetro cuadrado. Se utiliza ampliamente en todo el mundo para medir grandes áreas de tierra, y es la unidad de medida legal en los dominios relacionados con la propiedad, la planificación y la gestión de la tierra, incluida la ley (títulos de propiedad), agricultura, silvicultura y urbanismo en toda la Unión Europea y Australia (desde 1970). Sin embargo, el Reino Unido, Estados Unidos, Birmania, y, hasta cierto punto, Canadá utilizan el  acre en su lugar.
Algunos países que experimentaron una conversión general de medidas tradicionales a medidas métricas (por ejemplo, Canadá) requirieron una nueva encuesta cuando las unidades de medida en las descripciones legales relacionadas con la tierra se convirtieron a unidades métricas. Otros, como Sudáfrica, publicaron factores de conversión que debían utilizarse especialmente "al preparar diagramas de consolidación por compilación".
En muchos países, la metrificación redefinió o clarificó las medidas existentes en términos de unidades métricas. Las siguientes unidades de superficie heredadas se han redefinido como equivalentes a una hectárea:
- Jerib en Irán
- Djerib en Turquía[17]
- Gong Qing (公頃 en caracteres chinos tradicionales, 公顷 en caracteres chinos simplificados, gōngqǐng en pinyin) en China
- Manzana en Argentina, Uruguay
- Bunder en los Países Bajos (hasta 1937)[18][19]

## Historia
El sistema métrico de medición recibió por primera vez una base legal en 1795 por el  gobierno revolucionario francés. La ley del  18 Germinal, Año III (7 de abril de 1795) definió cinco unidades de medida:
- El metro para la longitud.
- El área (100 m²) para la superficie [de tierra].
- El  estéreo  (1 m³) para el volumen de leña apilada.[21]
- El litro  (1 dm³) para volúmenes de líquido.
- El gramo para la masa

En 1960, cuando se actualizó el sistema métrico como Sistema Internacional de Unidades (SI), el sistema no recibió reconocimiento internacional. El Comité Internacional de Pesos y Medidas (CIPM) no menciona el área en la definición actual (2006) del SI, pero clasifica la hectárea como una "unidad que no forma parte del SI pero aceptada para su uso con el Sistema Internacional de Unidades".
En 1972, la Comunidad Económica Europea (CEE) aprobó la directiva 71/354/CEE, que catalogó las unidades de medida que podrían utilizarse dentro de la Comunidad Europea. Las unidades que fueron catalogadas replicaron las recomendaciones de la CGPM, complementadas con algunas otras unidades incluyendo el área (e implícitamente por tanto la hectárea) cuyo uso se limitaba a la medición de la superficie de tierra.

## Familia de unidades
Las denominaciones centiárea, deciárea, decárea y hectárea se obtienen añadiendo los prefijos métricos estándar a la unidad básica de superficie original, el área.

### Decimiliárea
La decimiliárea (a veces vista en la evaluación de la superficie de catastro de las parcelas inmobiliarias) es 1⁄10.000 área o un decímetro cuadrado.

### Centiárea
La centiárea es 1 m2.

### Deciárea
Una deciárea son 10 m2. Raramente se utiliza.

### Área
El área es una unidad de superficie, igual a 100 metros cuadrados (10 m × 10 m), utilizado para medir la superficie terrestre. Fue definido por formas más antiguas del sistema métrico, pero ahora está fuera del moderno Sistema Internacional de Unidades (SI). Todavía se utiliza comúnmente en publicaciones para medir los bienes inmuebles, en particular en Indonesia, India y en varios países de Europa.
En  ruso y algunas otras lenguas de la antigua Unión Soviética, el área se llama sotka (en ruso: сотка: 'un ciento', i.e. 100 m² o 1⁄100 hectárea). Se utiliza para describir el tamaño de las parcelas de las dacha suburbanas o de los huertos o de los pequeños parques de las ciudades donde la hectárea sería demasiado grande.

### Decárea
La decárea deriva de deca y área, y equivale a 10 áreas o 1000 metros cuadrados. Se utiliza en Noruega y en las zonas del antiguo Imperio otomano de Oriente Medio y los Balcanes (Bulgaria) como medida de la superficie terrestre. En lugar de la denominación "decárea", se suelen utilizar los nombres de las medidas de tierra tradicionales, redefinidas como una decárea:
- Stremma en Grecia.[31]
- Dunam, dunum, donum o dönüm en Israel, Palestina, Jordania, Líbano, Siria y Turquía.[32]
- Mål se utiliza para la decárea en Noruega, a partir de la antigua medida de aproximadamente la misma superficie.

## Equivalencias en el Sistema Internacional de Unidades (SI)
Una hectárea equivale a:
- 10 000 000 000 mm²
- 100 000 000 cm²
- 1 000 000 dm²
- 10 000 m²
- 100 dam² o áreas
- 1 hm²
- 0,01 km²

El kilómetro cuadrado equivale a 100 ha.

## Cuadro de conversiones
| Nombre de la unidad | Símbolo | Múltiplo de la unidad precedente | Fracción de la unidad siguiente |
| ------------------- | ------- | -------------------------------- | ------------------------------- |
| centiárea           | ca      |                                  | 0.1 da                          |
| deciárea            | da      | 10 ca                            | 0.1 a                           |
| área                | a       | 10 da                            | 0.1 daa                         |
| decárea             | daa     | 10 a                             | 0.1 ha                          |
| hectárea            | ha      | 10 daa                           | 0.01 km2                        |
| kilómetro cuadrado  | km2     | 100 ha                           |                                 |

## Equivalencias en otras unidades

### Sistema anglosajón
- 0,003 861 020 millas cuadradas
- 2,471 053 814 6717 acres internacionales
- 2,471 043 9 acres estadounidenses
- 107 640 pies cuadrados

### Otros
- 0,590 cuadras rurales (en Argentina)
- 10 dunams métricos
- 13,982 493 917 615 1 fanegas (Antigua corona de Aragón)
- 1,43 manzanas

## Algunos ejemplos ilustrativos
- Campo de fútbol, dimensiones FIFA: 0,7 ha
- Plaza de la Constitución (Ciudad de México), El Zócalo, Ciudad de México México: 4.6 ha (195 * 240 m)
- Plaza Mayor, Madrid,  España: 1.2 ha (129 * 94 m)
- Base de la Torre Eiffel (París, Francia): 1,5 ha
- Plaza Trafalgar Square (Londres, Reino Unido): 1 ha